# John White (Ruderer)
John „Johnny“ Galbraith White (* 16. Mai 1916 in Seattle, Washington; † 16. März 1997 in Bellevue, Washington) war ein US-amerikanischer Ruderer.
John White gehörte zusammen mit Gordon Adam und Donald Hume zu dem Achter der Washington Huskies, des Sportteams der University of Washington, der 1935 bei den nationalen Achter-Meisterschaften der Intercollegiate Rowing Association die Freshmen-Meisterschaft gewann. 1936 und 1937 gehörte Adam zum siegreichen Achter der ersten Mannschaft, 1938 belegte er in seinem letzten Jahr den dritten Platz. 1936 qualifizierte sich der Achter der Huskies für die Teilnahme an den Olympischen Spielen in Berlin. Der Achter mit White, Herbert Morris, Charles Day, Gordon Adam, Jim McMillin, George Hunt, Joseph Rantz, Donald Hume und Steuermann Robert Moch gewann in Berlin vor den Italienern und den Deutschen, wobei alle drei Boote innerhalb einer Sekunde über die Ziellinie ruderten.
Whites Vater, der in seiner Jugend selbst gerudert hatte, betrieb eine Firma, die Stahlschrott nach Asien exportierte. Das Geschäft war mit dem Börsenkrach 1929 zusammengebrochen. John White seinerseits schloss sein Studium als Metallurgie-Ingenieur ab. Er arbeitete später bei Bethlehem Steel und stieg dort zum Vertriebsleiter auf.